# 圖皮南巴拉納島
圖皮南巴拉納島位於巴西亞馬孫州，是舊時亞馬遜河的河中島，現時根據天然水道分為4個島嶼，總面積11,850平方公里，是世界上第二大河中島群，僅次於巴納納爾島。
2°40′S 57°27′W / 2.667°S 57.450°W